# Kim Ju-sik
Kim Ju-sik (ur. 25 września 1992 w Pjongjangu) – północnokoreański łyżwiarz figurowy, startujący w parach sportowych z Ryom Tae-ok. Uczestnik igrzysk olimpijskich (2018), brązowy medalista mistrzostw czterech kontynentów (2018), brązowy medalista zimowych igrzysk azjatyckich (2017), medalista zawodów z cyklu Challenger Series oraz mistrz Korei Północnej (2013).
W 2018 roku Ryom Tae-ok i Kim Ju Sik zostali pierwszymi medalistami zawodów mistrzowskich w łyżwiarstwie figurowym z Korei Północnej.

## Osiągnięcia

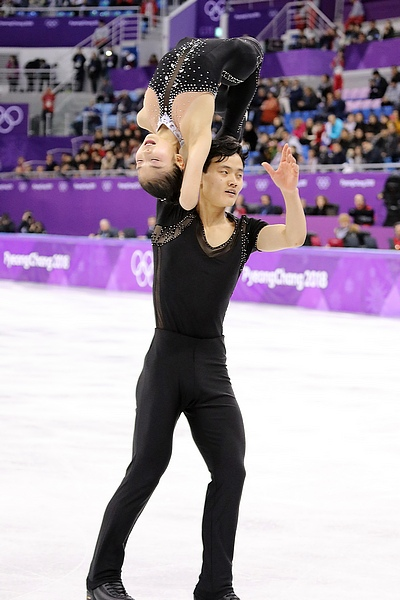
Ryom i Kim na igrzyskach olimpijskich 2018

### Pary sportowe

#### Z Ryom Tae-ok
| Igrzyska olimpijskie             |   |    | 13 |    |    |
| Mistrzostwa świata               |   | 15 | 12 | 11 |    |
| Mistrzostwa czterech kontynentów | 7 |    | 3  |    |    |
| GP Cup of China                  |   |    |    |    | 5  |
| GP Internationaux de France      |   |    |    | 4  | WD |
| GP Grand Prix Helsinki           |   |    |    | 5  |    |
| CS Ice Challenge                 | 5 |    |    |    |    |
| CS Nebelhorn Trophy              |   |    | 6  |    | 3  |
| Asian Open Trophy                |   | 1  |    | 2  |    |
| Cup of Tyrol                     | 3 |    |    |    |    |
| Zimowe igrzyska azjatyckie       |   | 3  |    |    |    |

#### Z Kang Kyong Mi
| Zawody                                | 12–13                                 | 13–14                                 |                                       |                                       |                                       |                                       |                                       |                                       |                                       |                                       |                                       |                                       |                                       |                                       |                                       |                                       |                                       |                                       |
| Międzynarodowe: Kategorie młodzieżowe | Międzynarodowe: Kategorie młodzieżowe | Międzynarodowe: Kategorie młodzieżowe | Międzynarodowe: Kategorie młodzieżowe | Międzynarodowe: Kategorie młodzieżowe | Międzynarodowe: Kategorie młodzieżowe | Międzynarodowe: Kategorie młodzieżowe | Międzynarodowe: Kategorie młodzieżowe | Międzynarodowe: Kategorie młodzieżowe | Międzynarodowe: Kategorie młodzieżowe | Międzynarodowe: Kategorie młodzieżowe | Międzynarodowe: Kategorie młodzieżowe | Międzynarodowe: Kategorie młodzieżowe | Międzynarodowe: Kategorie młodzieżowe | Międzynarodowe: Kategorie młodzieżowe | Międzynarodowe: Kategorie młodzieżowe | Międzynarodowe: Kategorie młodzieżowe | Międzynarodowe: Kategorie młodzieżowe | Międzynarodowe: Kategorie młodzieżowe |
| ------------------------------------- | ------------------------------------- | ------------------------------------- | ------------------------------------- | ------------------------------------- | ------------------------------------- | ------------------------------------- | ------------------------------------- | ------------------------------------- | ------------------------------------- | ------------------------------------- | ------------------------------------- | ------------------------------------- | ------------------------------------- | ------------------------------------- | ------------------------------------- | ------------------------------------- | ------------------------------------- | ------------------------------------- |
| JGP w Niemczech                       | 10                                    |                                       |                                       |                                       |                                       |                                       |                                       |                                       |                                       |                                       |                                       |                                       |                                       |                                       |                                       |                                       |                                       |                                       |
| Krajowe                               |                                       |                                       |                                       |                                       |                                       |                                       |                                       |                                       |                                       |                                       |                                       |                                       |                                       |                                       |                                       |                                       |                                       |                                       |
| Mistrzostwa Korei Północnej           | 3                                     | 4                                     |                                       |                                       |                                       |                                       |                                       |                                       |                                       |                                       |                                       |                                       |                                       |                                       |                                       |                                       |                                       |                                       |

### Soliści
| Mistrzostwa Korei Północnej | 5 |